# Gbaja
Gbaja, nazywani także Baja lub Gbeja – grupa etniczna zamieszkująca głównie zachodnią część Republiki Środkowoafrykańskiej, gdzie stanowią 24% populacji, oraz w mniejszym stopniu przygraniczny obszar Kamerunu. 
Posługują się językami gbaja, z podgrupy językowej atlantycko-kongijskiej. Za podgrupy Gbaja uznawane są ludy: Bokoto, Kara, Buli, Kaka i Mbaka.
Gbaja zamieszkujący wioski uprawiają kukurydzę, maniok, ignam, orzeszki ziemne i tytoń. Zajmują się także łowiectwem i rybołówstwem. Kawa i ryż, wprowadzone przez Francuzów, są uprawami na handel. Znaczenie gospodarcze ma także wydobycie diamentów.
Na obecny teren przenieśli się na początku XX wieku, uciekając przed dżihadem prowadzonym w północnej Nigerii, przez Usmana dan Fodio.
Z plemienia Gbaja pochodził prezydent Republiki Środkowoafrykańskiej – François Bozizé. 